# Parevania annulicornis
Parevania annulicornis är en stekelart som beskrevs av Turner 1927. Parevania annulicornis ingår i släktet Parevania och familjen hungersteklar. Inga underarter finns listade i Catalogue of Life.